# Sylvacaecilia grandisonae
Sylvacaecilia grandisonae är en groddjursart som först beskrevs av Taylor 1970.  Sylvacaecilia grandisonae ingår i släktet Sylvacaecilia och familjen Caeciliidae. IUCN kategoriserar arten globalt som otillräckligt studerad. Inga underarter finns listade i Catalogue of Life.